# 饶达尼
饶达尼，是匈牙利贝凯什州所辖的一个村。总面积65.84平方公里，总人口1636，人口密度24.8人/平方公里（2011年1月1日）。